# Patrick Dalia
Patrick Dalia – francuski judoka. Brązowy medalista igrzysk śródziemnomorskich w 1975. Wicemistrz Francji w 1973 i trzeci w 1974 roku.